# Орден Ізабелли Католички
Орден Ізабелли Католички (ісп. Orden de Isabel la Católica) — цивільний орден Королівства Іспанія, що вручається за послуги, надані державі. Орден може вручатись іноземцям.

## Історія
Орден було започатковано 14 березня 1815 року іспанським королем Фердинандом VII на честь королеви Кастилії Ізабелли I з первинною назвою «Королівський Американський орден Ізабелли Католички», для нагородження за прояви відданості й наполегливості у захисті іспанських володінь в Америці. 26 липня 1847 року Королівським декретом орден було реорганізовано в нагороду за цивільні заслуги й почав називатись «Орден Ізабелли Католички».
Королівським декретом 1998 року до основних ступенів ордена були додані знаки відміни у вигляді срібної та бронзової медалей.

## Статут
Король Іспанії є Великим Магістром ордена. Канцлером ордена є міністр закордонних справ Іспанії. Грамота про нагородження орденом засвідчується підписами обох.

### Ступені
Орден має 6 основних ступенів:
- Великий хрест із золотим ланцюгом.
- Великий хрест
- Гранд-офіцер
- Командор 1 класу
- Командор
- Кавалер (Лицар)

А також знаки розрізнення:
- Срібний хрест
- Срібна медаль
- Бронзова медаль

## Опис ордена
Знак ордена є хрестом червоної емалі з рубчастими кінцями, що розширюються, і з широкою золотою каймою та золотими кульками на кінцях. Між перетинками хреста золоте сяйво у вигляді згрупованих променів. На центральному медальйоні Геркулесові стовпи; поряд увінчані короною дві півкулі. Медальйон оточений білою каймою з девізом ордена: «A LA LEALTAD ACRISOLADA» (За випробувану вірність). Знак за допомогою перехідної ланки у вигляді лаврового вінця зеленої емалі підвішується до орденської стрічки або орденського ланцюга.
Зірка ордена своїм виглядом повторює знак, але більшого розміру. Центральний медальйон оточений лавровим вінцем, перевитим срібною стрічкою з накресленим золотими літерами девізом «A LA LEALTAD ACRISOLADA» згори, та «POR ISABEL LA CATÓLICA» (Ізабелла Католичка) — знизу. У верхній частині лаврового вінця коронований овал синьої емалі з вензелем «F.7.».
Ланцюг ордена: центральна ланка у вигляді королівського гербу Іспанії. Решта ланок: пучок стріл з вензелем Фердинанда VII готичними літерами; центральний медальйон знаку ордена у лавровому вінці.
Стрічка ордена біла, з жовтими широкими смугами краями.

## Видатні особи, нагороджені орденом
- Кофі Аннан — Генеральний секретар ООН
- Ференц Дюрчань — угорський політик, колишній прем'єр-міністр Угорщини
- Артуро Фрондісі — колишній аргентинський президент
- Ненсі Пелосі — голова Палати представників США

## Галерея

Графічне зображення зірки ордена
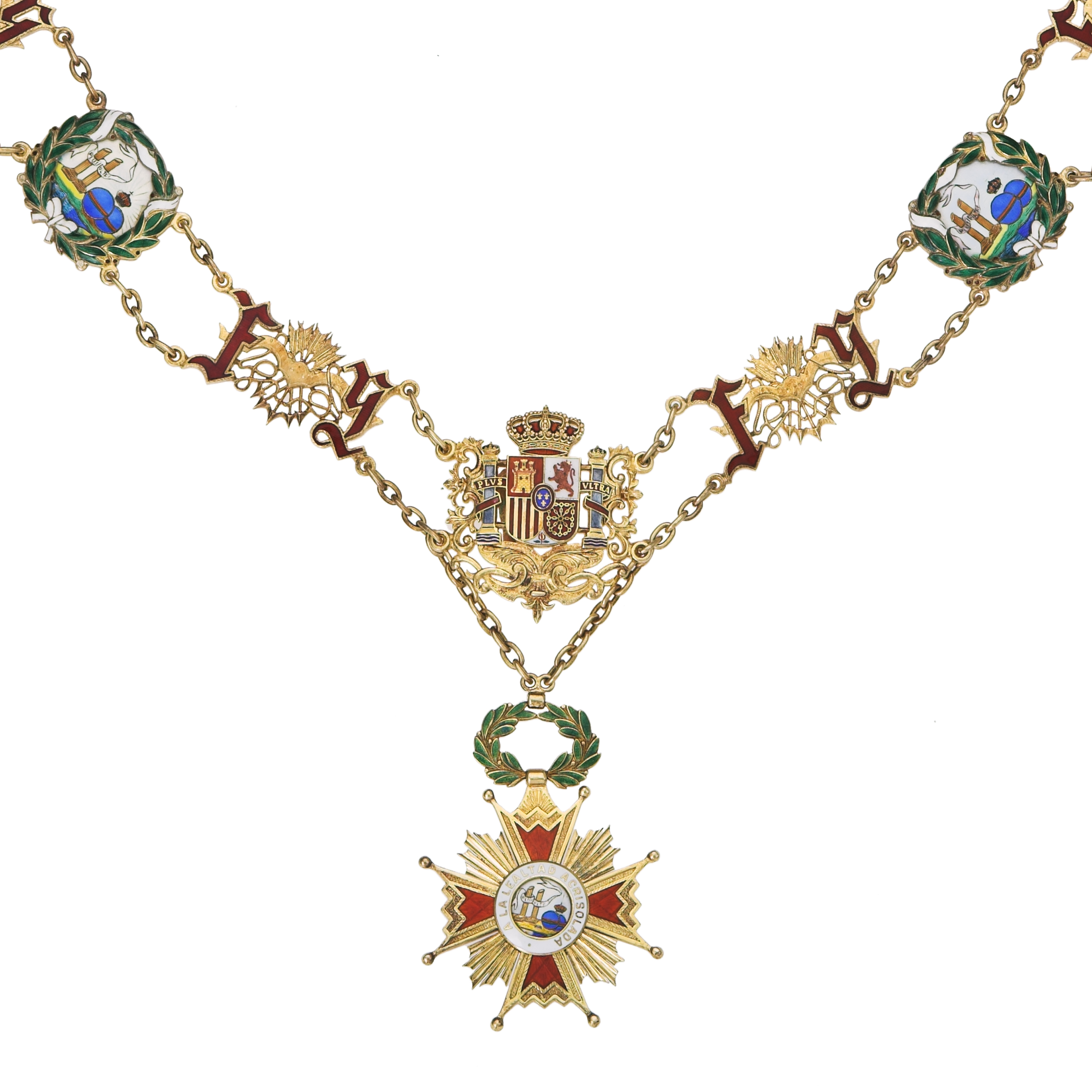
Знак на орденському ланцюгу
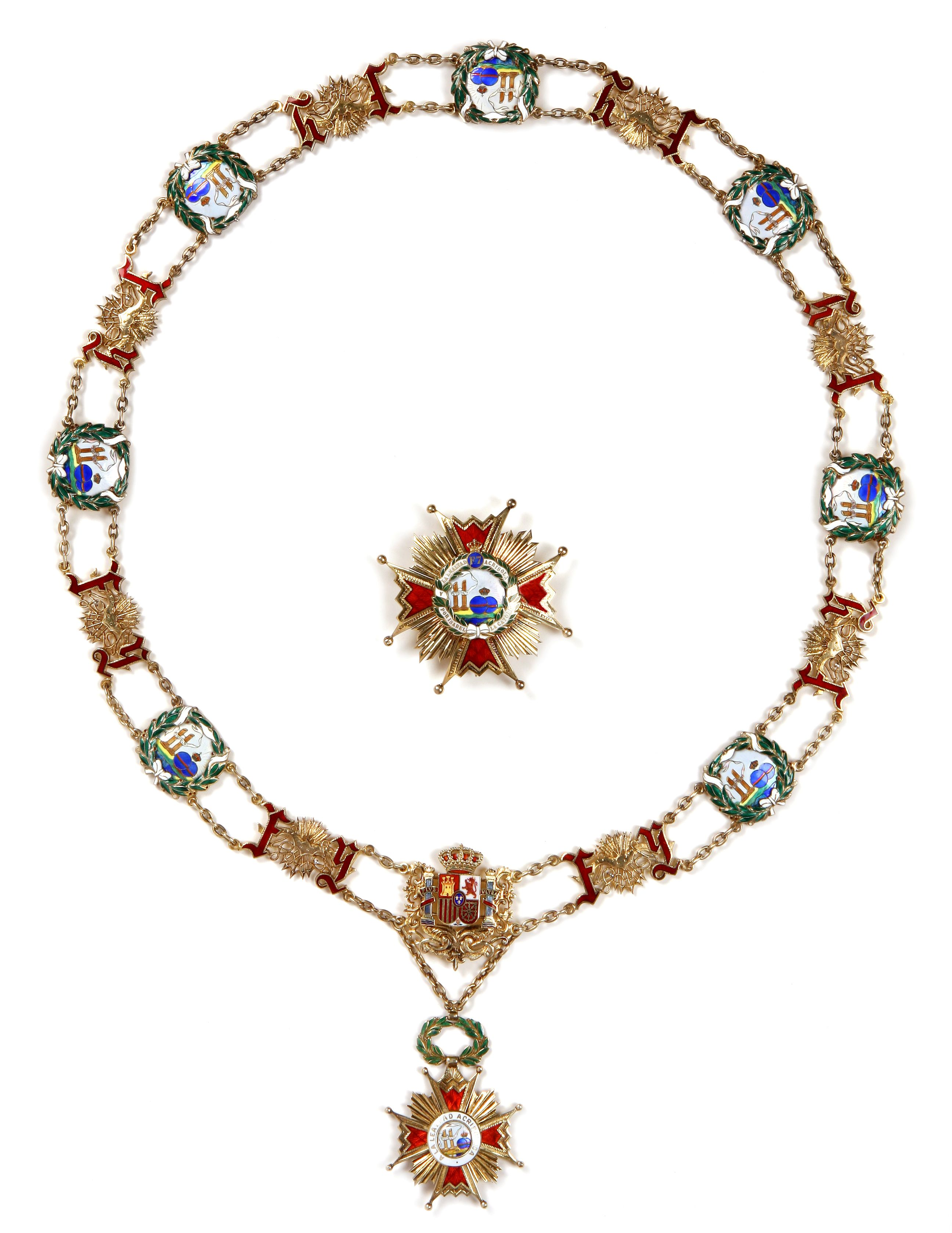
Інсигнії ордена ступеня Великий хрест на ланцюгу
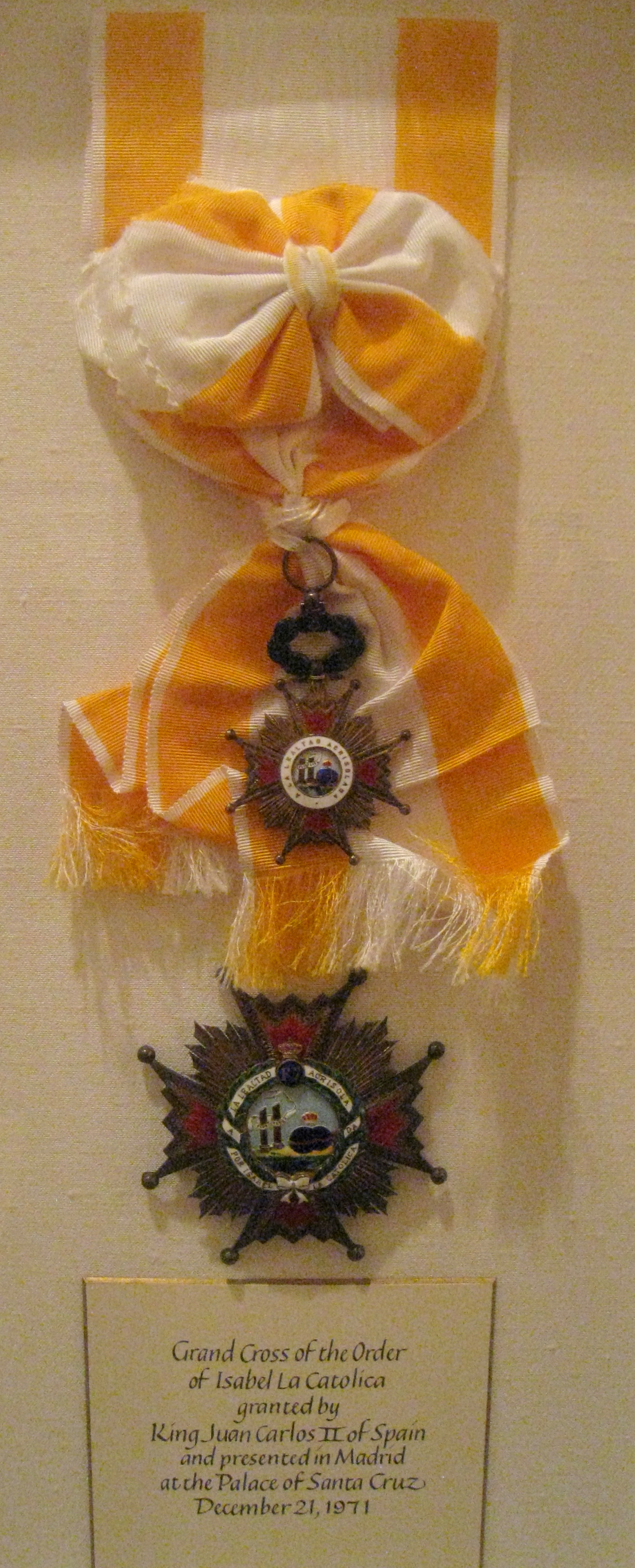
Інсигнії ордена ступеня Великий хрест